# Sarrian
Sarrian (en francès Sarrians) és un municipi francès situat al departament de la Valclusa i a la regió de Provença – Alps – Costa Blava. L'any 1999 tenia 5.459 habitants.

## Demografia
| 1962                                       | 1968  | 1975  | 1982  | 1990  | 1999  | 2006  |
| ------------------------------------------ | ----- | ----- | ----- | ----- | ----- | ----- |
| 3.301                                      | 3.554 | 4.052 | 5.030 | 5.094 | 5.459 | 5.679 |
| Des de 1962: població sense dobles comptes |       |       |       |       |       |       |

## Administració
| Període   | Identitat    | Partit |
| --------- | ------------ | ------ |
| 2001-2008 | Henri Martin |        |
| 2008-     | Michel Bayet | PS     |